# Silvânia Costa
Silvânia Costa de Oliveira (Três Lagoas, 23 de maio de 1987) é uma atleta bicampeã paralímpica brasileira e recordista mundial.
Conquistou a medalha de ouro nos Jogos Paralímpicos de Verão de 2016 no Rio de Janeiro, representando seu país na categoria salto em distância feminino T11; além da prata no revezamento 4x100m feminino. Ela disputou os Jogos Paralímpicos do Rio sem saber que estava grávida de três meses.
Em 2019, foi flagrada em um exame antidoping ao testar positivo para uma substância proibida e precisou ficar 20 meses afastada do esporte. Isso prejudicou a preparação para Tóquio, fez com que ela perdesse patrocinadores e que sua condição física piorasse. Silvânia só voltou a treinar cinco meses antes da Paralimpíada de Tóquio 2020.
Apesar das dificuldades, Silvânia repetiu o ouro no salto em distância T11 para deficientes visuais em Tóquio. Ela queimou as duas primeiras tentativas de salto, mas na terceira saltou para 4.76m, na quarta para 4.69 e na última bateu a marca de 5 metros, que lhe rendeu o lugar mais alto do pódio.